# Domingo de Iriarte

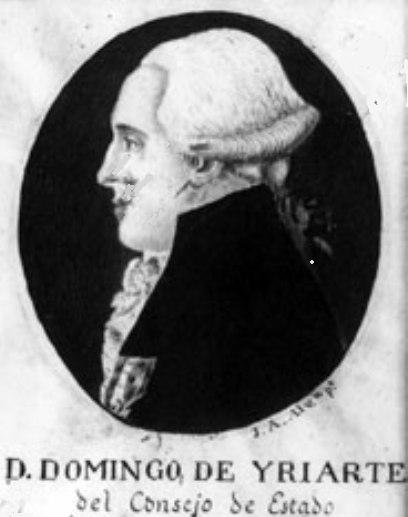
Domingo de Iriarte (1739–1795)

Domingo de Iriarte (* 18. März 1739 in La Orotava, heute Puerto de la Cruz, Teneriffa; † 22. November 1795 in Girona) war ein spanischer Diplomat.
Er entstammte einer gebildeten Familie von Schriftstellern. Seine Eltern waren Bernado de Iriarte (* 20. August 1705; † 17. Januar 1772)  und dessen Ehefrau Barbara de las Nievas de Oropesa (* 26. April 1713; † 20. Dezember 1798). Er hatte verschiedene Brüder darunter Bernado, der im diplomatischen Dienst Karriere machte und Tomás, der ein bekannter spanischer Dichter wurde.
Er wurde zunächst zu Hause erzogen und kam dann 1754 zu seinen Onkel Juan de Iriarte und seinem Bruder Bernado nach Madrid. Dort lernte er verschiedene Sprachen wie  Latein,  Französisch, Englisch, Deutsch und Italienisch. Er übersetzte dann zahlreiche Dokumente für seinen Onkel. 
Er ging dann in den diplomatischen Dienst und war spanischer Botschaftssekretär in Wien und Paris. Er wurde dann bevollmächtigter Minister am polnischen Hof. 1791 wurde er zum spanischen Botschafter in Frankreich ernannt und berichtete ausführlich über die französische Revolution nach Madrid. 
Am 22. Juli 1795 unterzeichnete er für den König von Spanien den Frieden von Basel. Aufgrund seiner schlechten Gesundheit kehrte er nach Spanien zurück und starb noch 1795 in Girona.
Er wurde in Girona begraben, sein Grab ist bis heute erhalten.